# Naissance en 1173
Naissance
- 1169
- 1170
- 1171
- 1172
- 1173
- 1174
- 1175
- 1176
- 1177

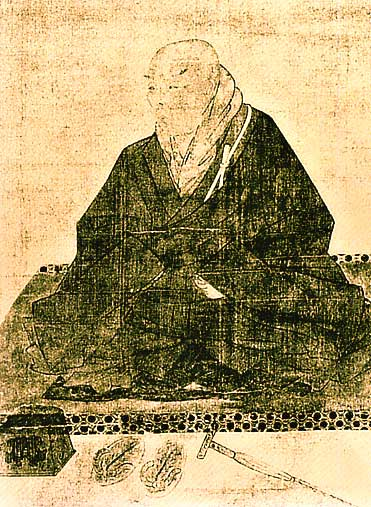
Shinran, né en 1173.

Cette page dresse une liste de personnalités nées au cours de l'année 1173 :
- 31 octobre : Kujō Ninshi, impératrice consort du Japon.

- Gaston VI de Béarn, vicomte de Béarn, de Gabardan et de Brulhois, comte de Bigorre.
- Guillaume Ier de Béarn, seigneur de Moncade en Catalogne puis vicomte de Béarn, de Gabardan et de Brulhois.
- Conrad II de Souabe, duc de Franconie de Rothenbourg et de Souabe.
- Denise de Déols, héritière de la famille de Déols, qui détenait la seigneurie de Châteauroux.
- Louis Ier de Bavière, fondateur du duché de Bavière, qu'il gouverne de 1183 à 1231, et dont il établit la première capitale à Landshut, il est en outre comte palatin du Rhin.
- Lý Cao Tông, empereur du Đại Việt (ancêtre du Viêt Nam) et septième représentant de la dynastie Lý.
- Myōe, moine bouddhiste japonais de l'époque de Kamakura.
- Richardis de Wittelsbach, noble allemande.
- Shinran, fondateur de l'école bouddhique japonaise Jōdo-Shinshū (« École véritable de la Terre pure »).
- Taira no Takakiyo, membre du clan Taira devenu moine.
- Tankei, sculpteur japonais de l'école Kei.
- Kolbeinn Tumason, un des chefs (goði) les plus puissants d'Islande.

date incertaine (vers 1173)
- Llywelyn le Grand, roi de Gwynedd et d'une bonne partie du Pays de Galles.

## Crédit d'auteurs
- Cet article est partiellement ou en totalité issu de l'article intitulé « 1173 » (voir la liste des auteurs).